# Jacque Jones
Jacque Dewayne Jones (né le 25 avril 1975 à San Diego, Californie, États-Unis) est un ancien joueur de champ extérieur de la Ligue majeure de baseball qui évolue de 1999 à 2008.
En décembre 2015, il est nommé assistant instructeur des frappeurs des Nationals de Washington.

## Carrière de joueur

### Jeux olympiques
Jacque Jones participe aux Jeux olympiques d'Atlanta et remporte la médaille de bronze en baseball avec l'Équipe des États-Unis de baseball en 1996.

### Ligue majeure de baseball
Jacque Jones est un choix de deuxième ronde des Twins du Minnesota en 1996.
Il fait ses débuts en Ligue majeure avec Minnesota en 1999 et joue pour cette équipe jusqu'en 2005. Il atteint des sommets personnels de 27 circuits et 85 points produits au cours de la 2002.
Il se joint comme agent libre aux Cubs de Chicago avant la saison 2006. À la première de deux années avec les Cubs, il égale sa marque de 27 circuits et ajoute 81 points produits à sa fiche.
Jones partage la saison 2008 entre les Tigers de Détroit et les Marlins de la Floride. Il se joint aux Reds de Cincinnati par la suite, mais ne joue pas avec eux en 2009. Malgré un contrat des ligues mineures signé en février 2010 et une invitation à l'entraînement de printemps des Twins du Minnesota, il ne parvient pas à revenir dans les majeures et passe sa dernière saison avec le club-école de Rochester.
Jacque Jones a disputé 1 302 matchs en 10 saisons dans les majeures. Il compte 1 272 coups sûrs, dont 255 doubles et 165 circuits. Il a amassé 630 points produits et 632 points marqués. Sa moyenne au bâton en carrière s'élève à ,277.

## Carrière d'entraîneur
En 2014, Jones est instructeur des frappeurs des Chihuahuas d'El Paso, un club de ligues mineures affilié aux Padres de San Diego.
En décembre 2015, il est nommé assistant instructeur des frappeurs des Nationals de Washington.